# Booponus aldrichi
Booponus aldrichi är en tvåvingeart som beskrevs av Senior-white 1940. Booponus aldrichi ingår i släktet Booponus och familjen spyflugor.
Artens utbredningsområde är Myanmar. Inga underarter finns listade i Catalogue of Life.